# Film (revistă poloneză)
Film este o revistă lunară poloneză dedicată cinematografiei. A fost publicată din 1946, inițial ca publicație bilunară. Fondatorii revistei au fost Jerzy Giżycki, Zbigniew Pitera, Tadeusz Kowalski și Leon Bukowiecki. 
Începând din septembrie 2012 redactor-șef este Tomasz Raczek. Redactori anteriori au fost Maciej Pawlicki, Lech Kurpiewski, Igor Zalewski și Robert Mazurek⁠(d), Agnieszka Różycka, Marcin Prokop⁠(d), Jacek Rakowiecki și alții.
În ianuarie 2007 revista Film a fost achiziționată de Platforma Mediowa Point Group (PMPG).
În mai 2013 a fost luată decizia de a se opri publicarea revistei. Au fost publicate un total de 2537 de numere, precum și ediții speciale. În prezent își continuă activitățile pe Internet, pe Facebook și Twitter.

## Colegiul de redacție
- Redactor-șef – Tomasz Raczek

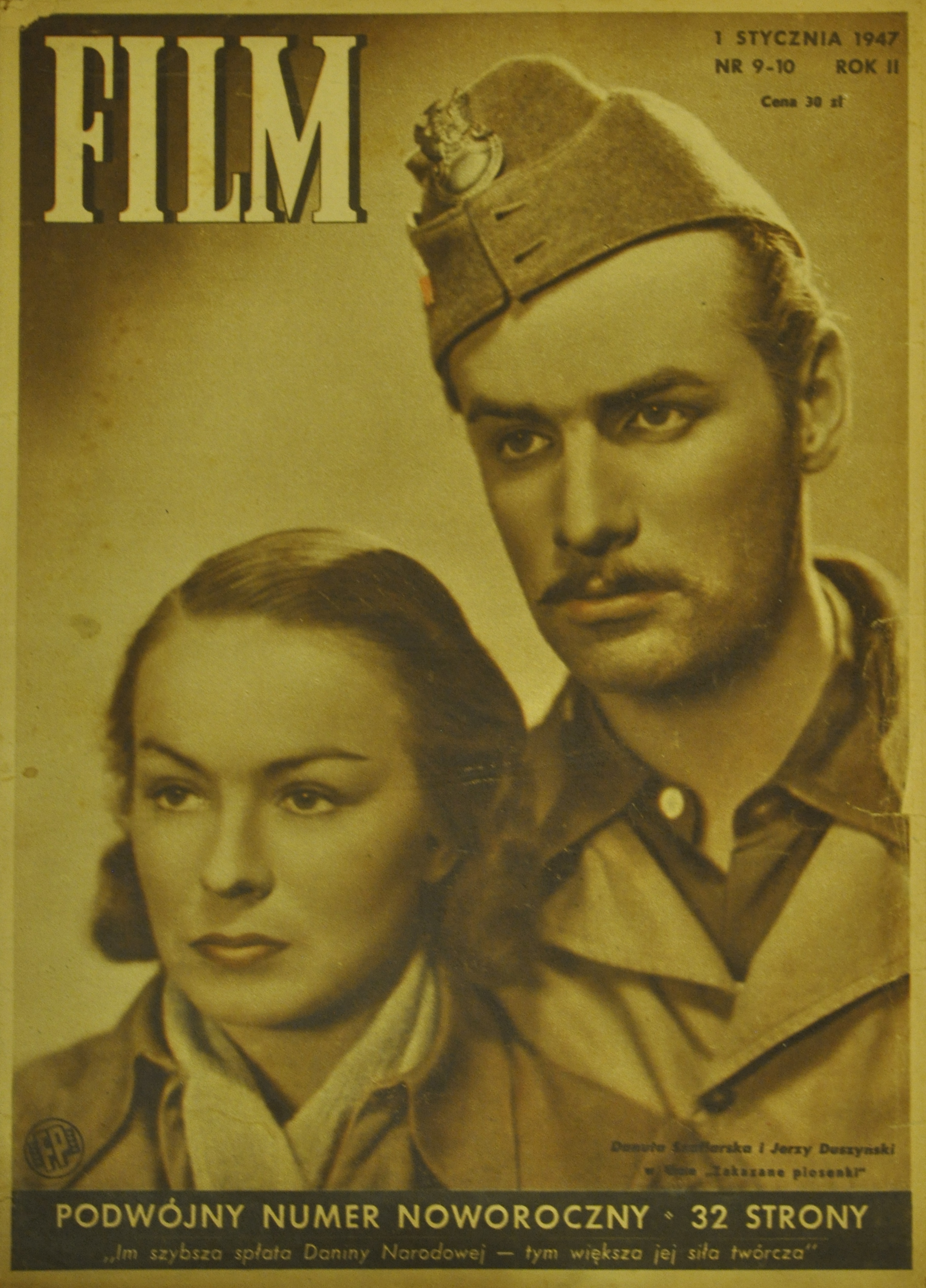
Film nr. 09-10 cu Danuta Szaflarska și Jerzy Duszyński pe copertă

- Editori asistenți – Agnieszka Dajbor, Danuta Łosin
- Secretar de redacție – Agnieszka Niemojewska
- Director artistic – Marek Trojanowski
- Grafică – Cezary Cichocki, Mariusz Trocewicz
- Fotografie – Dagmara Trocewicz
- Echipa – Elżbieta Ciapara, Agnieszka Koseska, Anita Zuchora, Bartosz Żurawiecki

## Rața de Aur pentru cel mai bun film
Cititorii revistei au ales anual cel mai bun film care a primit premiul Złota Kaczka (Rața de Aur):
| - 1956: Sprawa pilota Maresza - 1957: Kanał - 1958: Popiół i diament - 1959: Pociąg - 1960: Krzyżacy - 1961: Matka Joanna od Aniołów - 1962: Nóż w wodzie - 1963: Jak być kochaną - 1964: Pierwszy dzień wolności - 1965: Popioły - 1966: Faraon - 1967: Westerplatte - 1968: Żywot Mateusza - 1969: Pan Wołodyjowski - 1970: Krajobraz po bitwie - 1971: Życie rodzinne - 1972: nu s-a acordat - 1973: nu s-a acordat - 1974: Potop - 1975: Bilans kwartalny - 1976: Przepraszam, czy tu biją? - 1977: Kochaj albo rzuć - 1978: Spirala - 1979: Klincz - 1980: Kung-fu - 1981: nu s-a acordat - 1982: nu s-a acordat - 1983: Wielki Szu | - 1984: Seksmisja - 1985: Yesterday - 1986: C.K. Dezerterzy - 1987: Matka Królów - 1988: Krótki film o zabijaniu - 1989: Przesłuchanie - 1990: Ucieczka z kina „Wolność” - 1991: Podwójne życie Weroniki - 1992: Psy - 1993: Kolejność uczuć - 1994: Trzy kolory. Biały - 1995: Tato - 1996: Pułkownik Kwiatkowski - 1997: Kiler - 1998: Historia kina w Popielawach - 1999: Ogniem i mieczem - 2000: Życie jako śmiertelna choroba przenoszona drogą płciową - 2001: Cześć Tereska - 2002: Edi - 2003: Ciało - 2004: Pręgi - 2005: Komornik - 2006: Plac Zbawiciela - 2007: Ziemia obiecana (cel mai bun film al aniversării a 50 de ani de la apariția premiului Rața de Aur) - 2008: Lejdis - 2009: 33 sceny z życia - 2010: Dom zły - 2011: Sala samobójców - 2012: Jesteś Bogiem |